# Црква Светог Симеона Мироточивог у Лесковцу
Црква Светог Симеона Мироточивог је храм Српске православне цркве у изградњи који припада Епархији нишкој и смештен је у градском насељу Дубочица, у Лесковцу.
Изградња цркве отпочела је 2005. године, када је освештен простор на коме ће црква бити изграђена и постављен крст. Црква је 2013. године добила звоно, док су 2018. године градоначелник Лесковца, Горан Цветановић, и начелник Јабланичког округа, Божидар Стојиљковић, донирали по 1.000 евра за осликавање унутрашњости цркве.